# سانگ یا
سانگ یا (انگلیسی: Tsing Yi)